# یان فیرلی
یان فیرلی (لهستانی: Jan Firlej؛ زادهٔ ۲۶ سپتامبر ۱۹۹۶) بازیکن والیبال اهل لهستان است.